# Ян-Уве Екеберг
Ян-Уве Екеберг (на норвежки: Jan Ove Ekeberg) е норвежки журналист, телевизионен водещ на новини и писател на произведения в жанра исторически роман, приключенски роман, криминален роман, биография и детска литература.

## Биография и творчество
Ян-Уве Екеберг е роден на 17 февруари 1954 г. в Лилестрьом, Норвегия. Като стипендиант на Фулбрайт получава магистърска степен по политически науки от Университета на Минесота.
В продължение на 35 години работи като журналист в няколко вестника, включително VG и Dagens Næringsliv. Работи и в държавната Норвежка корпорация за радио и телевизия и TV 2, където участва почти от самото начало, като в последните 10 години е програмен мениджър за Икономическите новини на телевизията. През 2016 г. избира да вземе обезщетение от TV 2 и се посвещава на писателската си кариера.
Прави литературния си дебют през 1996 г. с документалната книга „Министър-председателят - Властта и личността“, биография на Гро Харлем Брундтланд, три мандата министър-председателка на Норвегия. Той е автор или съавтор на няколко биографии.
През 2011 г. е издаден първият му роман „Времето на меча“ от едноименната поредица. Историческата сага е базирана върху норвежките саги за времето на крал Свере, сина му Хокон III Свересон и внука му Хокон IV Хоконсон, незаконороден син на Хокон III. Страната е в гражданска война, като привържениците на краля водят постоянни битки с подкрепяните от Църквата политически сили и претенденти за престола, а на този фон израства младия Сигюр. Като роб той става слуга и най-близък приятел на кралския син, а благодарение на смелостта, таланта и интелекта си се превръща в предводител и печели уважение. Една от целите му е да разкрие тайната на своя произход и да опази любимата си.
„Чиракът на войната“, първият роман от историческата поредица „Последният викингски крал“, е издаден през 2016 г. Поредицата представя различни периоди от живота на Харалд Суровия, най-великия викингски крал на Норвегия, който завладява голяма част от Европа.
Автор е и на криминалния роман „Милосърдният терорист“ и на няколко музикални пиеси.
Ян-Уве Екеберг живее със семейството си във Фредрикста.

## Произведения

### Самостоятелни романи
- Den barmhjertige terroristen (2014)[1][2]

### Поредица „Времето на меча“ (I sverdets tid)
приключенски романи от периода на норвежката средновековна гражданска война
1. I sverdets tid (2011)[1][2][3][4]
Времето на меча, изд.: ИК „Персей“, София (2017), прев. Калина Димитрова
2. Kongedrapene (2011)
Кралеубийците, изд.: ИК „Персей“, София (2017), прев. Калина Димитрова
3. Helligdommen (2013)
Светият Олтар, изд.: ИК „Персей“, София (2017), прев. Ралица Тачева

### Поредица „Виля викингското момиче“ (Vilja vikingjente)
поредица за деца
1. De røde bjørnene (2013)[1]
2. De blå hvalene (2014)
3. Helgekongens hester (2014)

### Поредица „Последният викингски крал“ (Den siste vikingkongen)
1. Krigens læregutt (2016)[1][2][3]
Чиракът на войната, изд.: ИК „Персей“, София (2021), прев. Евгения Кръстева
2. Djevelens rytter (2018)
Конникът на дявола, изд.: ИК „Персей“, София (2022), прев. Евгения Кръстева
3. Keiserens leiesoldat (2019)
Наемникът на императора, изд.: ИК „Персей“, София (2022), прев. Евгения Кръстева
4. Fredens fiende (2020)
Врагът на мира, изд.: ИК „Персей“, София (2023), прев. Евгения Кръстева
5. Dødens hærfører (2021)

### Биографии
- Statsministeren - Makten og mennesket (1996) – за Гро Харлем Брундтланд[1][3]
- Et liv i isen. Polarkokken Adolf Henrik Lindstrøm (2000) – за Хенрик Линдстрьом
- Kong Carl (2001) – за Карл I. Хаген, норвежки политик
- Norway. Past/present/future (2004)
- Yngve Hågensen. Gjør din plikt, krev din rett! (2004) – за Ингве Хогенсен, норвежки синдикалист и писател
- Roald Amundsen. Tidenes polarfarer (2005) – за Руал Амундсен
- Forvandlingens by. Fredrikstad gjennom 450 år (2017) – за град Фредрикста
- Den store forvandlingen. Posten i internettets tidsalder (2018)

### Музикални пиеси
- Langsomt ble musikken vår egen (2000) – за норвежката песен и музика през хиляда години[1]
- Gambleren (2005) – за норвежкия корабен магнат и политик Кристиан Михелсен и разпадането на съюза
- Pilegrim (2007) – за поклонничеството през Средновековието
- Birkebeinerprinsen (2018) – за Инга от Вартайг, майка на крал Хокон Стария